# Bram Behr

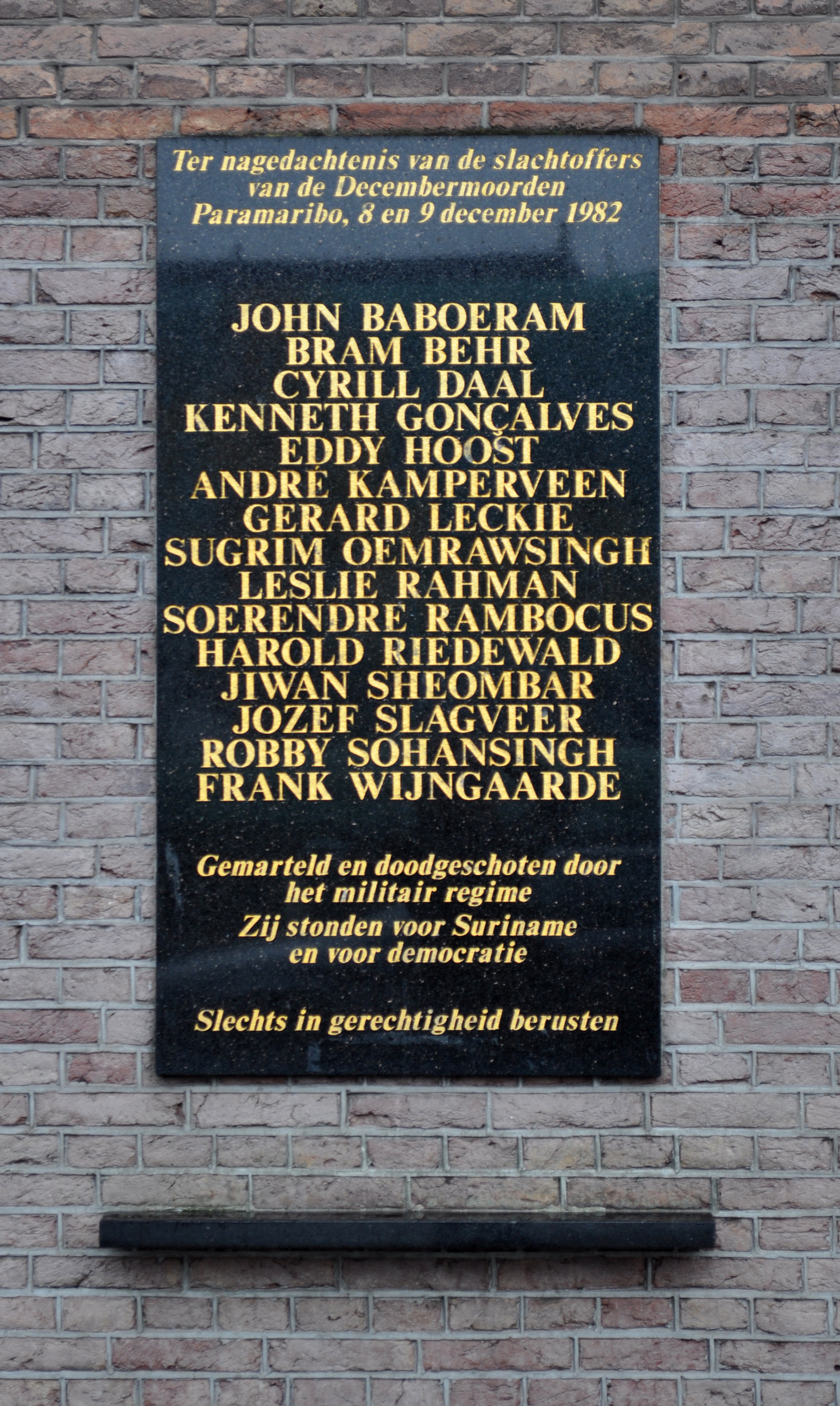
Herdenkingsplaquette in Amsterdam met de namen van de slachtoffers van de Decembermoorden

Abraham Maurits (Bram) Behr (Curaçao, 18 januari 1951 – Paramaribo, 8 december 1982) was een journalist in Suriname. Hij was een van de slachtoffers van de Decembermoorden.
Behr was na zijn studie actief in het onderwijs en gaf les in de omgeving van Moengo, samen met zijn vrouw. Daarnaast was hij enige tijd eerste violist bij het Surinaams Philharmonisch Orkest. Zijn sociale betrokkenheid uitte zich in het organiseren van stakingen en acties voor het verbeteren van de werkomstandigheden van arbeiders. Na de staatsgreep van 25 februari 1980 steunde hij aanvankelijk de Sergeantencoup, maar die steun sloeg al snel om in felle kritiek. Hij publiceerde De Rode Surinamer en was redacteur van de krant Mokro. Hij was een van de oprichters van de Kommunistische Partij van Suriname en was daarmee leider van de oppositie tegen het militaire dictatorschap van Desi Bouterse.
Op 7 april 1982 werd hij gearresteerd wegens het schrijven van een boek "Terreur op Uitkijk", over wandaden die door de militairen gepleegd zouden zijn, reden voor zijn collega-journalist Lesley Rahman om een fel protest te schrijven in de krant De Ware Tijd. Behr werd op 8 december van dat jaar in Fort Zeelandia vermoord. Ook Rahman werd die dag omgebracht.
De broer van Bram, Henri Behr, had in 1996 een gesprek met mede-couppleger Paul Bhagwandas kort voor deze overleed. Bhagwandas erkende tegenover Henri Behr dat hij persoonlijk betrokken was geweest bij de moord op diens broer. Bouterse gaf opdracht voor alle moorden en zou zelf aan twee ervan hebben deelgenomen. Henri Behr nam een deel van het gesprek op op een bandje, dat echter verloren raakte, nadat hij het had afgegeven aan een mensenrechtenorganisatie.
Bram Behr werd op 13 december 1982 begraven op het kerkhof Annette's hof in Paramaribo.

## Varia
Bram Behr was gehuwd met schrijfster en (latere) diplomate Rita Rahman.
John Baboeram ·
Bram Behr ·
Cyrill Daal ·
Kenneth Gonçalves ·
Eddy Hoost ·
André Kamperveen ·
Gerard Leckie ·
Sugrim Oemrawsingh ·
Lesley Rahman ·
Soerinder Rambocus ·
Harold Riedewald ·
Jiwansingh Sheombar ·
Jozef Slagveer ·
Robby Sohansingh ·
Frank Wijngaarde